# Федотов, Владимир Алексеевич
Влади́мир Алексе́евич Федо́тов (1939—2003) — организатор шахтного строительства, начальник комбината «Карагандашахтострой» Министерства угольной промышленности СССР (Карагандинская область, Казахская ССР). Внёс значительный вклад в шахтное строительство Карагандинского угольного бассейна.
Лауреат Премии Совета Министров Казахской ССР от 13 июня 1990 года.
Удостоен звания «Почетный работник угольной промышленности», приказ министра энергетики и топливных ресурсов Республики Казахстан № 88 от 15 августа 1993 года.

## Биография
Родился в 1939 году в городе Караганда. В 1963 окончил Карагандинский политехнический институт по специальности «строительство горных предприятий» с присвоением квалификации «горный инженер-шахтостроитель».
С 1963 по 1984 год — прошел путь от горного мастера на горнопроходческом участке до начальника управления «Карагандашахтопроходка» комбината «Карагандашахтострой».
В 1984 году переведен в комбинат «Карагандашахтострой» на должность заместителя начальника комбината по производству.
С 1987 по 1994 год — назначен начальником комбината «Карагандашахтострой».
В 1994 году комбинат «Карагандашахтострой» преобразован в АО «Карагандашахтострой»
С 1994 по 1996 год — назначен президентом АО «Карагандашахтострой».
Скончался в 2003 году.

## Награды
- Медаль «За доблестный труд» от 27 марта 1970 г.
- Орден «Знак Почёта», Указ Президиума Верховного Совета СССР 12 мая 1977 г.
- Знак «Шахтерская слава» III — степени пр.№ 506-к от 06.11.1980 г. МУПСССР.
- Знак «Шахтерская слава» II — степени пр.№ 187-к от 05.05.1985 г. МУПСССР.
- Орден Трудового Красного Знамени, Указ Президиума Верховного Совета СССР от 29 апреля 1986 г.
- Медаль «Ветеран Труда» от 18 августа 1988 г.
- Знак «Шахтерская слава» I — степени пр.№ 238-к от 16.08.1989 г. МУПСССР.
- Медаль Астана от 17 августа 1998 г.
- Юбилейная медаль «10 лет независимости Республики Казахстан».